# ميخائيل كوبيرن
ميخائيل كوبيرن (بالإنجليزية: Michael Coburn)‏ هو لاعب كرة قدم أيرلندي، ولد في 8 أكتوبر 1985 في دوندالك في جمهورية أيرلندا. لعب مع نادي دوندالك ونادي شيلبورن.